# Al-Kafi
 (janvier 2019).
Le contenu est difficilement compréhensible vu les erreurs de traduction, qui sont peut-être dues à l'utilisation d'un logiciel de traduction automatique.

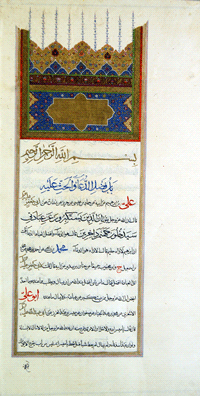
Une capture d'écran de la page d'accueil du manuscrit de Kitab Al-Kâfî

Le livre Al-Kâfî, (en arabe : كتاب الكافي) est un recueil de Hadîth compilé par Mohammad ibn Yaqub Kolayni et l'ouvrage de référence est issu de chez les chiites. Ce livre est divisé en trois sections, al-usul, al-furu’ et al-rawda. Al-Kâfî est le plus précis et le plus complet des Quatre-Livres. Sa compilation dura vingt ans pendant lesquels Kolayni passa sa vie à trier les ahadith, à les classifier et à vérifier leurs chaînes de transmission.

## Contenu
Usūll Al-Kâfî rapporte les traditions au sujet des principes de la religion et des principes sur lesquels la loi est basée. al-Furu’ concerne les traditions qui élaborent les détails de la loi religieuse. Tandis qu'al-rawda est une compilation de traditions qui esquisse différents points d’intérêts religieux et qui comprend des lettres ainsi que des discours des Imams. En arabe, al-Kâfî signifie «ce qui est suffisant», c’est-à-dire que le livre est un recueil exhaustif de traditions chiites imamites. 
Il est composé de trois parties:
- Usūl al-Kāfī : (livres de 1-8) contient de l'épistémologie, de la théologie, de l'histoire, de l'éthique, des supplications.
- Furūʿ al-Kāfī : (livres de 9 à 34) traite principalement de questions juridiques et de pratiques religieuses.
- Rawdat al-Kāfī : (dernier livre) contient près de 600 traditions diverses, dont beaucoup sont de longues lettres et des discours, non classés dans un ordre particulier.

## Authenticité
Cela est expliqué par Kolayni dans son introduction :
Vous vouliez avoir un livre qui comblerait (vos besoins religieux), qui comprendrait tout le savoir (‘ilm) de la religion, qui serait adéquate pour l’étudiant, et auquel le maître se référerait ? Il pourrait être ainsi utilisé par quiconque souhaiterait approfondir sa connaissance de la religion et de la pratique légale (‘amal), selon les traditions correctes rapportées par les véridiques (les Imams).
D'après un comptage réalisé par le Dr Abbas Ahmad Al Bostani sur la base des critères chiites, le recueil contiendrait en réalité 9 485 ahadith « faibles », 446 ahadith « moyens » et 5 072 ahadith « sûrs ».